# Killah Priest

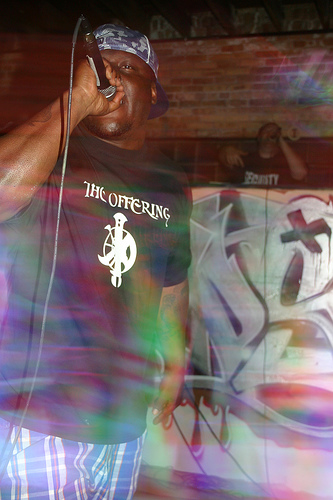
Killah Priest, 2007.

Walter Reed, mer känd som Killah Priest, född 16 augusti 1970 i Brooklyn, är en amerikansk rapartist
Walter Reed har, under artistnamnet Killah Priest, sedan det tidiga 1990-talet verkat i kretsen närmast kring hiphopkollektivet Wu-Tang Clan. Medlemmar vars soloskivor han medverkat på inkluderar bl.a. GZA, RZA och Ol' Dirty Bastard. Han ingår som en av tre (f.d. fyra) medlemmar i all-stargruppen The HRSMN. Han är välkänd för sina intensiva, medvetna och spirituella låttexter, präglade av social indignation och religiös metaforik; men även för sina färdigheter i battling. Med utgångspunkt i den bitvis afrocentriska lyriken kan Killah Priests filosofiska budskap anses stå rörelser som the Black Hebrew Israelites och the Five Percent Nation of Gods and Earths nära.
Hans senaste album, med titeln The 3 Day Theory, släpptes 2010.

## Diskografi

### Sunz of Man
- 1998  The Last Shall be the First
- 1999  The First Testament
- 2002  Saviorz Day
- 2006  The Old Testament

### Solo
- 1998	Heavy Mental
- 2000	View From Masada
- 2001	Priesthood
- 2003	Black August
- 2007	The Offering
- 2008	Black August Revisited
- 2008	Behind the Stained Glass
- 2008	Beautiful Minds
- 2009	Exorcist
- 2009	Elizabeth
- 2010	The 3 Day Theory